# Tempcore-Verfahren
Das Tempcore-Verfahren ist eine Methode zum Verbessern der Eigenschaften von Stahl. Dabei wird der Stahl direkt nach dem Walzen an der Oberfläche in einer Wasserkühlstrecke auf ca. 100 °C abgeschreckt. Auf dem Kühlbett wandert die Temperatur wieder vom Kern zum Rand. Diese Methode entspricht in etwa der des Anlassens.
Dadurch entsteht ein ferritisch-perlitischer Kern und eine angelassene martensitische Randzone.
Es verbessert sich die Duktilität (Zähigkeit) und die Festigkeit des Stahls. Das Tempcore-Verfahren wird besonders bei der Herstellung von Bewehrungsstahl eingesetzt.